# Renata Nowak
Renata Anna Nowak (ur. 17 marca 1959 w Łodzi) – polska urzędniczka i działaczka samorządowa, w latach 2003–2005 wicewojewoda łódzki.

## Życiorys
Ukończyła studia na Akademii Rolniczo-Technicznej w Olsztynie, kształciła się podyplomowo w Instytucie Rozwoju Doradztwa dla Przedsiębiorstw w Angers. Była urzędniczką w gminie Lipce Reymontowskie, skierniewickim Ośrodku Doradztwa Rolniczego w Skierniewicach, później głównym specjalistą łódzkiego oddziału regionalnego Agencji Restrukturyzacji i Modernizacji Rolnictwa.
W 2003 objęła stanowisko wicewojewody łódzkiego z rekomendacji Partii Ludowo-Demokratycznej. Funkcję tę pełniła do 2005.
W 2005 przystąpiła do Partii Demokratycznej i z jej ramienia bezskutecznie kandydowała do Senatu. W wyborach w 2006 (z listy LiD) uzyskała mandat radnej powiatu brzezińskiego. W 2009 złożyła akces do Platformy Obywatelskiej. Z jej listy kandydowała w 2010, 2014 i 2018 do sejmiku województwa łódzkiego. W 2019 była natomiast kandydatką Koalicji Obywatelskiej do Sejmu. W 2024 bez powodzenia ubiegała się o mandat radnej powiatu.
Działaczka lokalnych organizacji społecznych, w tym Stowarzyszenia na rzecz Rozwoju Społeczności Lokalnej „Mroga” i Forum Aktywizacji Obszarów Wiejskich.